# Hole
 For alternative betydninger, se Hole (flertydig). (Se også artikler, som begynder med Hole)
Hole er en kommune i Buskerud fylke i Norge. 
Den grænser i nord til Ringerike, i øst til Bærum og i syd til Lier. I den sydlige ende af Tyrifjorden grænser kommunen også til Modum.
Den var en del af  Viken fylke som blev etableret 1. januar 2020, men opløst fra 1. januar 2024.
De fleste af kommunens indbyggere bor i Sundvollen, i Vik, Røyse, og Sollihøgda.

## Kommunevåbnet
Hole har fire kongekroner i sit kommunevåben, som skal henvise til kommunens righoldige og lange historie. Hver krone sumboliserer en kongeskikkelse med tilknytning til Norges tidlige middelalder, men af uvis historisk tilknytning til Hole som sådan. Disse er:
- Halvdan Svarte (ca. 820–ca. 860), konge på østlandet
- Sigurd Syr (–1018), en småkonge i Ringerike
- Olav den hellige (995–1030), konge i Norge 1015–1030
- Harald Hardråde (1015–1066), konge i Norge 1046–1066

## Historie
Fra årsskiftet 1963/1964 blev kommunen indlemmet i den nye storkommune Ringerike, men i 1977 forlod den kommunesammenslutningen igen. Siden har den været selvstændig kommune.
- Den norske biskop, forfatter og indsamler af norske folkeeventyr Jørgen Moe, (1818–1882) er født i Hole
- Utøya hvor  den store skudmassakre fandt sted 22. juli 2011 ligger i kommunen.